# 김태집
김태집(金泰潗, 일본식 이름: 金井泰潗가나이 다이슈, 1888년 음력 9월 21일 ~ 1947년 10월 8일)은 일제강점기의 경성부 지역 유지이며 조선총독부 중추원 참의도 지냈다. 본관은 경주, 본적은 경성부 영등포정이며 다른 이름으로 김태준(金泰準)이 있다.

## 생애
와세다 대학 경제과에서 수학한 뒤 대한제국 말기인 통감부 시대에 통신관리국 통신주사로 근무한 일이 있다. 한일 병합 조약 체결 후에는 경성부와 경기도에서 기업인과 지역 유지로서 활발한 활동을 펼쳤다.
금융조합제도가 실시된 이래 재계에서 오랫동안 활동하였으며, 방직업계와 운수업계, 주류업계에도 진출했다. 금융조합 이사, 보통학교 학무위원, 소방조소두, 군농회 통상위원 및 농촌진흥위원, 소작위원, 세무조사원 등 지역 유지들이 맡는 직책을 여럿 겸임했다.
관계에 진출하여 경기도 도회의원, 경성부 부회의원, 영등포정 제3구 총대 등을 지냈다. 이러한 활동 끝에 일제 강점기 말기에 중추원 참의로 발탁되었고, 조선임전보국단에도 가담하였다.
1936년에 편찬된 《대경성공직자명감》이라는 책자에 공적이 수록되어 있다. 이 책자에 따르면 김태집은 회사와 지역의 발전을 위해 잠을 쫓아가면서 노력하는 인물로서, "열성을 다한 이 사람 앞에서는 어느 누구도 존경하여 복종하지 않을 수 없을 것"이라는 적혀 있다. "고결한 인격과 함께 수완, 역량, 학식을 겸비한 열정적인 웅변가"라는 인물평도 덧붙여져 있다.
2002년 발표된 친일파 708인 명단과 2008년 공개된 민족문제연구소의 친일인명사전 수록예정자 명단 중 중추원 부문에 모두 포함되었으며 2009년 친일반민족행위진상규명위원회가 발표한 친일반민족행위 705인 명단에도 포함되었다.

## 같이 보기
- 조선총독부 중추원
- 조선임전보국단

## 참고자료
- 김태집(金泰潗) - 국사편찬위원회